# رافاييل فرانكا
رافاييل فرانكا (بالبرتغالية: Rafael França‏) هو لاعب كرة قدم برازيلي في مركز الدفاع، ولد في 17 مارس 1998 في ريو دي جانيرو في البرازيل. لعب مع نادي فاسكو دا غاما.